# Septembrie 2018
Acest articol este generat integral pe baza informațiilor din articolul 2018 și este actualizat periodic de un robot.
 Editările făcute în articol vor fi șterse la următoarea actualizare! Dacă doriți să faceți modificări, editați articolul-sursă.

ianuarie -
februarie -
martie -
aprilie -
mai -
iunie -
iulie -
august -
septembrie -
octombrie -
noiembrie -
decembrie
Septembrie 2018 a fost a noua lună a anului și a început într-o zi de sâmbătă.

## Evenimente

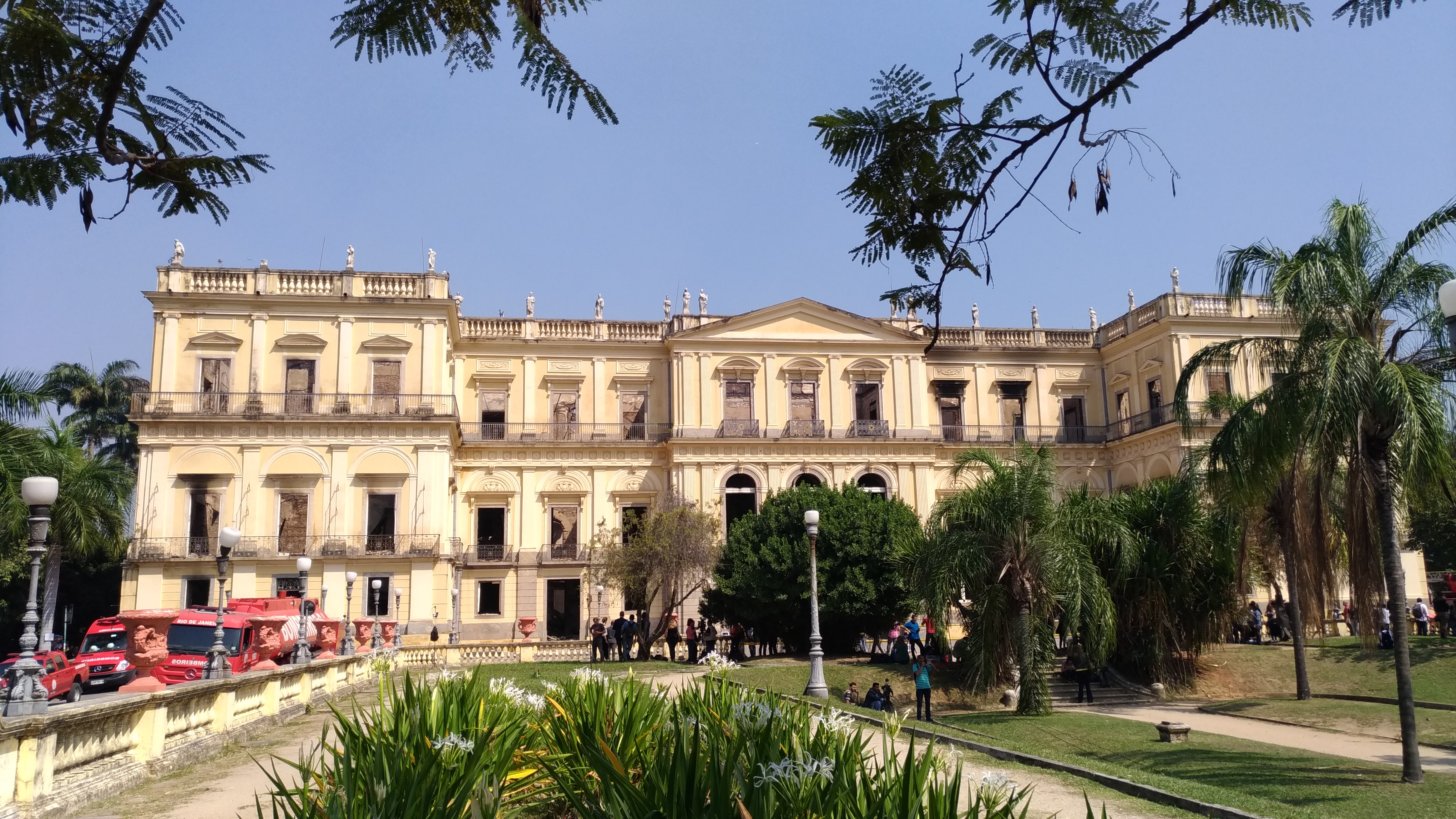
3 septembrie: Incendiu la Muzeul Național din Rio de Janeiro.

- 3 septembrie: Muzeul Național din Rio de Janeiro, care adăpostea aproximativ 20 de milioane de piese și abia împlinise 200 de ani de existență, a fost distrus de un incendiu. Printre piesele distruse se numără și "Prima braziliancă", Luzia, o fosilă umană veche de aproximativ 12.000 de ani, scheletul unui dinozaur, 26.000 de fosile ale unor specii dispărute.
- 6 septembrie: Panzootia de pestă porcină africană se extinde în România. Aproape 160.000 de porci au fost sacrificați și 826 de focare au fost confirmate în 11 județe.[1]
- 7 septembrie: Suedezul Svante Pääbo a primit premiul Körber pentru decodificarea genomului neanderthalienilor.
- 8 septembrie: Demolarea teatrului Cressoni, din orașul Como, Italia, a dus la descoperirea unei amfore datând din secolul al V-lea, plină cu 300 de monede de aur. Deschis în 1807 și închis în 1997, Teatro Cressoni a fost situat în apropierea forumului orașului roman Novum Comum, întemeiat în secolul I î.H. de împăratul Iulius Caesar.[2]
- 9 septembrie: La alegerile generale din Suedia, blocul de centru-stânga a obținut 40,7% din voturi, în timp ce alianța de centru-dreapta a întrunit 40,2% din sufragii, iar partidul naționalist "Democrații Suedezi" 17,53%.
- 11 septembrie: De Ziua Națională a Cataloniei, un milion de oameni demonstrează încă o dată pentru independența regiunii autonome a Spaniei.
- 11 septembrie: Sub numele „Vostok-2018", încep cele mai mari manevre militare rusești după sfârșitul Războiului Rece, cu aproximativ 300.000 de soldați, aproximativ 1.000 de avioane și elicoptere și 36.000 de vehicule.[3]

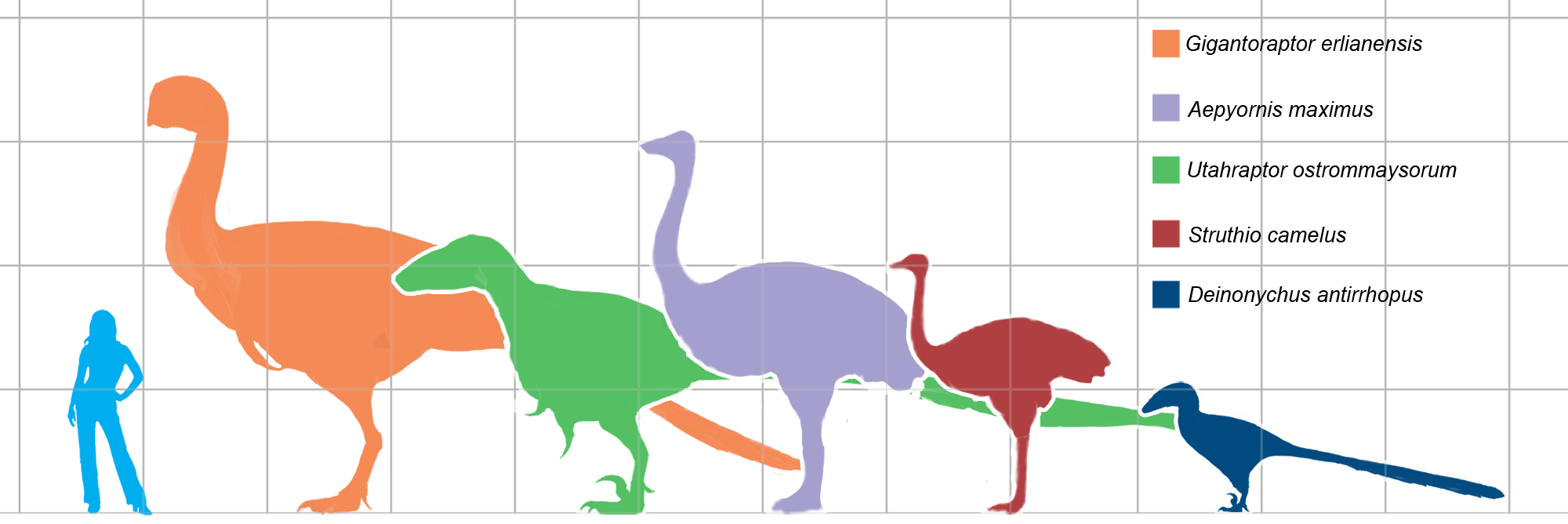
25 septembrie: Cercetătorii au stabilit că Vorombe titan (în imagine în mov), o pasăre elefant dispărută, care putea să ajungă la greutăți de 800 kg și înălțimi de 3 m, este cea mai mare pasăre despre care se știe că a existat vreodată.

- 12 septembrie: Cercetătorii raporteaza descoperirea celui mai vechi desen cunoscut a lui Homo sapiens, estimat că ar avea vreo 73.000 de ani, mult mai devreme decât artefactele vechi de 43.000 de ani, considerate a fi cele mai vechi desene umane moderne descoperite anterior.[7]
- 13 septembrie: În România, în perioada de 13-15 septembrie se desfășoară la Hotelul Radisson Blu din București Congresul Societății Europene de Chirurgie Oculoplastică și Reparatorie (ESOPRS).
- 13 septembrie: Pesta porcină africană din România: au fost sacrificați un număr de 232.722 de porci, iar numărul de focare a ajuns la 898 în 12 județe.[8]
- 17 septembrie: La București se desfășoară al treilea Summit al Inițiativei celor Trei Mări, care implică 12 state membre ale UE din Europa Centrală și de Est.
- 22 septembrie: Agenția spațială japoneză JAXA a anunțat aterizarea cu succes a două rovere pe asteroidul Ryugu pentru a colecta probe de minerale ce pot ajuta la descoperirea originilor Sistemului Solar. La scurt timp după asolizare, roverele au transmis imagini către Pământ. Având în vedere gravitația redusă a asteroidului, roboții vor putea sări pe suprafața lui la o înălțime de 15 metri și vor putea rămâne în aer timp de aproximativ 15 minute.[9][10]
- 25 septembrie: Cercetătorii au stabilit că Vorombe titan, o pasăre elefant dispărută de pe insula Madagascar, care a ajuns la greutăți de 800 kg și înălțimi de 3 m, este cea mai mare pasăre despre care se știe că a existat vreodată.[4][5][6]
- 28 septembrie: Un cutremur cu magnitudinea de 7.5, urmat de un tsunami au provocat cel puțin 1.234 de victime pe insula Sulawesi, Indonezia.
- 30 septembrie: Referendumul constituțional în Republica Macedonia pentru schimbarea denumirii țării a eșuat, în ciuda publicității masive de către politicienii occidentali, din cauza participării prea scăzute la vot (numai 34% din cei 50% necesari). Referendumul este consultativ, iar rezultatul ar trebui să fie validat de votul a două treimi din deputați. Președintele Gjorge Ivanov s-a opus referendumului și schimbării numelui țării.[11]

## Decese
- 1 septembrie: Randy Weston, 92 ani, muzician, compozitor și pianist american de jazz, de etnie jamaicană (n. 1926)
- 3 septembrie: Dan Bălășescu, 74 ani, antrenor român de handbal (n. 1944)
- 4 septembrie: Bill Daily, 91 ani, actor american (n. 1927)
- 5 septembrie: Christopher Lawford, 63 ani, actor și scriitor american, nepot al președintelui american, John F. Kennedy (n. 1955)
- 6 septembrie: Oleg Lobov, 81 ani, politician rus, prim-ministru interimar (1991), (n. 1937)
- 6 septembrie: Burt Reynolds (Burton Leon Reynolds, Jr.), 82 ani, actor și regizor american (n. 1936)
- 7 septembrie: Mac Miller (n. Malcolm James McCormick), 26 ani, cântăreț american (n. 1992)
- 8 septembrie: Chelsi Smith (Chely Mariam Pearl Smith), 75 ani, fotomodel american (n. 1943)
- 12 septembrie: Nicu Boboc, 85 ani, matematician român (n. 1933)
- 13 septembrie: Marin Mazzie (n. Marin Joy Snedeger), 57 ani, actriță și cântăreață americană (n. 1960)
- 19 septembrie: Geta Brătescu, 92 ani, artist vizual din România (n. 1926)
- 21 septembrie: Tran Dai Quang, 61 ani, politician vietnamez, președinte al Vietnamului (2016–2018), (n. 1956)
- 22 septembrie: Al Matthews, 75 ani, actor și cântăreț american (n. 1942)
- 23 septembrie: Charles Kao, 84 ani, inginer britanic de etnie chineză, pionier al utilizării fibrei optice în telecomunicații, laureat al Premiului Nobel (2009), (n. 1933)
- 24 septembrie: Lars Wohlin, 85 ani, om politic suedez, membru al Parlamentului European (2004–2009), (n. 1933)
- 26 septembrie: Ion Ficior, 90 ani, torționar român (n. 1928)
- 27 septembrie: Marty Balin, 76 ani, muzician american (n. 1942)
- 27 septembrie: Aurel Sasu, 75 ani, critic și istoric literar român, eseist, traducător și cadru didactic universitar (n. 1943)
- 27 septembrie: Siminică (n. Simion Avram), 81 ani, artist și acrobat român (n. 1936)
- 29 septembrie: Stepan Topal, 80 ani, om politic găgăuz din Republica Moldova, guvernator al Găgăuziei (1990–1995), (n. 1938)
- 30 septembrie: Walter Laqueur, 97 ani, istoric și publicist american de etnie germană (n. 1921)